# John Elsen
Pour les articles homonymes, voir Elsen.
John Elsen est un acteur américain né le 23 août 1964.

## Filmographie
- 1995 : The Incredibly True Adventure of Two Girls in Love : Ali, Wendy's Husband
- 1997 : Turbulences à 30000 pieds (Turbulence) de Robert Butler : Stone
- 1999 : Macbeth in Manhattan : Joe / Banquo
- 1999 : Escapade à New York (The Out-of-Towners) : Deli Guy
- 1999 : Thomas Crown (The Thomas Crown Affair) : New York City Cop
- 1999 : New York, unité spéciale (saison 1, épisodes 2 et 6) : un policier / officier Weatherbee
- 2000 : Woman Found Dead in Elevator : Desk Sergeant
- 2000 : Mary and Rhoda (TV) : Heckler
- 2000 : The Yards : Officer #1
- 2000 : Shaft : Uniform Cop in Metronome
- 2000 : Mon beau-père et moi (Meet the Parents) : Chicago Airport Security
- 2001 : Love the Hard Way : Interrogating Detective
- 2001 : The Jimmy Show : Tony
- 1970 : La Force du destin ("All My Children") (série TV) : Officer Perry (2001-02)
- 2002 : Dummy : Cop
- 2002 : West of Here
- 2005 : Loverboy : UPS Delivery Man